# دیوید گریلز
دیوید گریلز (انگلیسی: David Grylls؛ زادهٔ ۲۹ سپتامبر ۱۹۵۷) دوچرخه‌سوار اهل ایالات متحده آمریکا است.
وی در مسابقات کشوری و بین‌المللی در مجموع برندهٔ ۱ مدال طلا، ۱ مدال نقره شده‌است.